# Iustin Ardelean
Iustin Ardelean (n. 1865, Chișindria, județul Arad – d. secolul XX) a fost un deputat în Marea Adunare Națională de la Alba Iulia, organismul legislativ reprezentativ al „tuturor românilor din Transilvania, Banat și Țara Ungurească”, cel care a adoptat hotărârea privind Unirea Transilvaniei cu România, la 1 decembrie 1918.:p.100

## Biografie
Iustin Ardelean a fost fiu de învățător. A studiat la Oradea, la Arad, la Brașov, la Budapesta, la Pojon și la Beiuș. În perioada în care a fost student la Budapesta a fost angajat la Teatrul Național Maghiar, datorită calităților sale vocale de bariton. Acesta și-a finalizat studiile în drept în anul 1904, la Budapesta, deschizându-și apoi un cabinet de avocatură în Oradea. Pe lângă desfășurarea activității în mediul juridic, Iustin Ardelean s-a implicat și în viața culturală a românilor din Transilvania și Ungaria. A fost editor al revistei Vulturul/Vulturul Ardealului din Oradea, începând cu anul 1892. În 1894 a fost judecat de către autoritățile austro-ungare pentru articolele publicate în Vulturul în apărarea memorandiștilor. Acesta a continuat însă editarea revistei Vulturul. În timpul Primului Război Mondial, mai precis în anul 1915, când avea vârsta de 50 de ani, Iustin Ardelean a fost înrolat și trimis pe front timp de doi ani. Acesta a fost președintele Asociației Sportive din Oradea timp de mai mulți ani.

## Activitatea politică

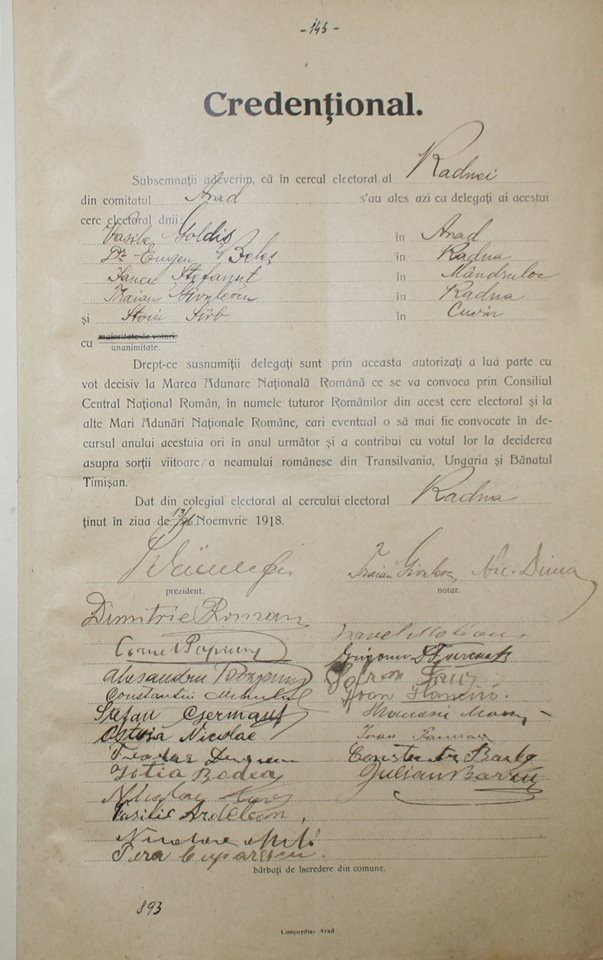
Credențional

A fost ales delegat al cercului electoral Oradea Mare la Marea Adunare Națională de la Alba-Iulia, unde a votat unirea Ardealului cu România, la 1 decembrie 1918. A fost membru al C.N.R. Bihor. În anul 1920 a fost ales de către orădeni delegat pentru Parlamentul României, iar în anul 1922 a fost numit prefect în Oradea.